# 公民投票

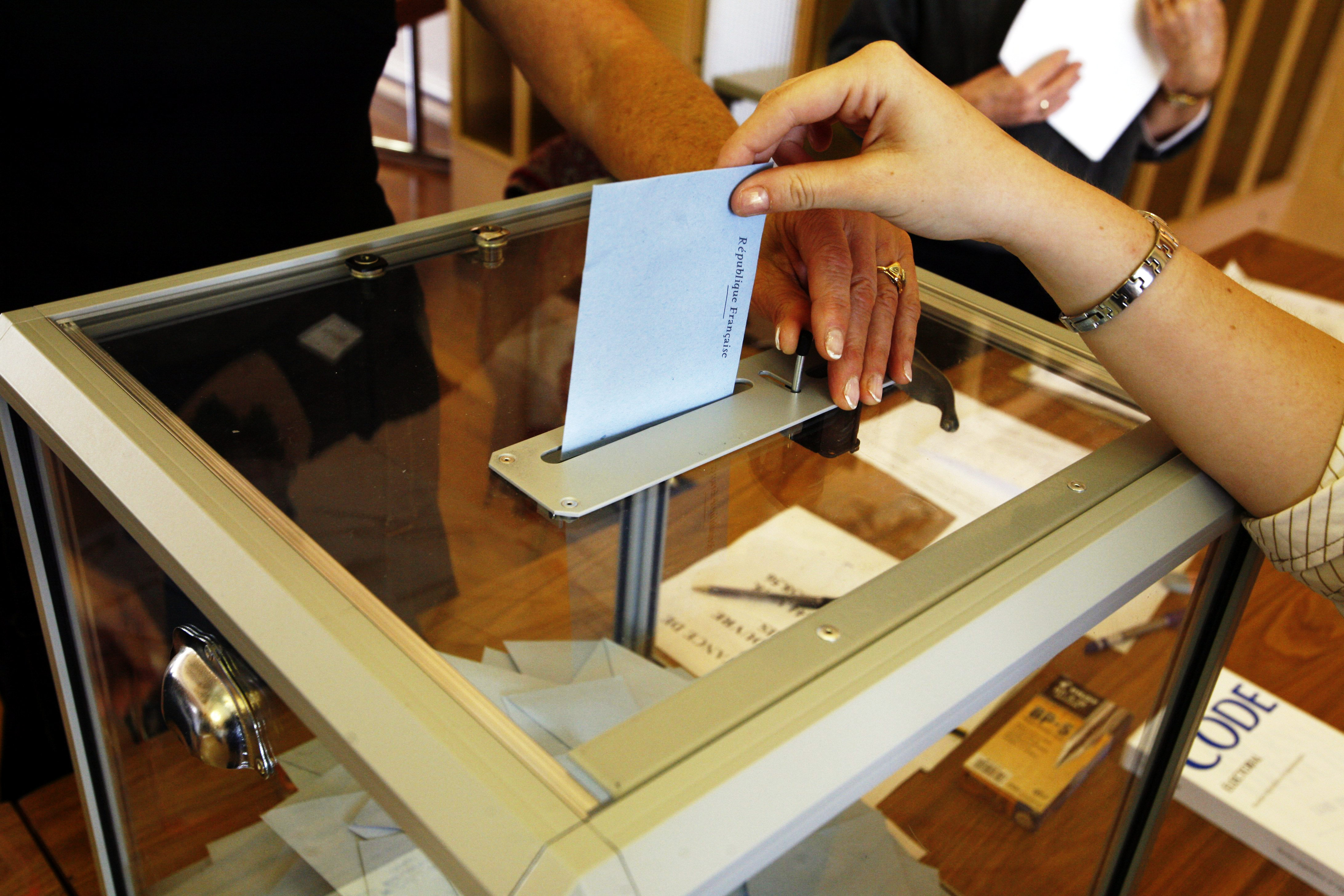
一位選民準備將選票投入票箱

公民投票，簡稱公投，别称全民公決，是指全體選民就修憲等重要公共議題進行的直接投票。跟選舉不一樣，在公民投票中，主要是通过投票去确定某种政府形式或者某种行动的合法性，而不是去要求投票人在几个供选择的政黨或者建议中去任选其一。
公民投票是一種直接民主的展現，學理上有分為重要投票(plebiscite)、創制(initiative)、複決(referendum)。

## 實施情形
“公投”被認為起源於瑞士的格勞賓登州早在16世紀。法國在1793年法蘭西第一共和國時曾就當時國民公會所制定之憲法（Constitution de l'an I，一般稱為1793年憲法），提交全國公民投票，此後法國均採用公投改變政权模式，包括改为帝制、修憲公投等。
1992年3月，南非白人公民投票來結束種族隔離政策。
在各個國家或地區都有不同程度的使用。

## 適用範圍
憲法修正案、領土主權變更、政府單位調整、爭議性的道德問題（牽涉社會政策的改動）、政治問題。
一些事情，如死刑存廢，雖然表面上牽涉到被判處死刑的罪犯等他人的基本權益，但因為有理由相信罪犯人權與弱勢人權不能混為一談之故，因此可能也適用公投。
在中華民國關於預算、租稅、薪俸及人事事項不得作為公民投票之提案。涉及原住民族權利不得違反原住民族基本法。

## 類型
1. 強制性公投或選擇性公投。
2. 拘束性公投或諮詢性公投。
3. 重要投票(plebiscite)、創制(initiative)、複決(referendum)。[3]

## 世界各地情況

### 瑞典
瑞典憲法授權瑞典舉行公民投票。公投分為兩種：由瑞典議會發起的全國公投、由市镇發起的地區公投。自1994年以來，有百分之五的市镇曾要求發起公投；若市镇或省議會接納要求，便可進行公投。1922年至今，瑞典曾舉行6次全國公投，議題分別為：禁酒、改變駕駛方向、以政府稅收資助退休金、核能發電、加入歐洲聯盟、採用歐元。瑞典公投為諮詢性質，不具約束力，議會也未必按完全按照投票結果制訂政策，例如：儘管「改變駕駛方向」投票遭大比數反對，但議會仍然通過法例改為向右駕駛。

### 英国

#### 英國脫歐公投
英國去留歐盟公投（Brexit），是英國國内就其歐盟成員資格去留問題於2016年6月23日舉行的公投。通稱「英脫歐公投」（Brexit vote），英國國内又簡稱「歐盟公投」（EU referendum）。
在2015年英國大選後，首相戴维·卡梅伦兌現競選時承諾，提出在不遲於2017年年終前舉行公民投票，決定英國是否繼續留在欧洲联盟。英女王伊丽莎白二世於2015年5月27日的國會開幕大典上也提到舉行公投的計劃。同月政府向下議院提交舉行公投的法案。
最终于2016年2月正式公布公投时间定为同年6月23日。公投仅有一个问题：“联合王國应当继续留在欧洲联盟内还是应当退出欧洲联盟？”（""）。在本次公投中有权投票的人士包括所有年满18岁且居住在联合王国及直布罗陀的英國公民、爱尔兰公民和英联邦公民，以及上议院议员和過去15年內曾經登記為選民而現在海外居住的英國公民。与大选不同，除居住在英國、爱尔兰、马耳他和塞浦路斯的英國國民之外，在皇家屬地和其他欧盟成員國居住的英國公民均无权参加本次公投。

### 中華民國
關於預算、租稅、薪俸及人事事項不得作為公民投票之提案。涉及原住民族權利不得違反原住民族基本法。
台湾從2004年起實施公民投票法，分為全國性及地方性公民投票。公投的通過門檻相當高，門檻一：需有50%的投票率，門檻二：有效同意票要大於不同意票才算通過，即雙重過半數規則，因此被反對及改革人士評為難以實行的「鳥籠公投」。
2017年12月，立法院通過修正公投法部分條文大幅降低公投限制，提案門檻從總統與副總統之選舉人總數的「千分之五」調降到「萬分之一」；連署門檻則從5％降到1.5％；通過門檻降為一：有效同意票達選舉人總數25%，二；有效同意票超過不同意票。因2017年12月公投法修正大幅降低公投門檻，2018年11月24日台湾第一次產生通過的公民提案。
2022年憲法修正案公民複決第1案又稱18歲公民權修憲案，在同年11月26日經公民複決投票結果，同意票數512萬4023票，不同意則有451萬1916萬票，未過同意票門檻，故不通過。

### 苏格兰
蘇格蘭首席大臣薩蒙德與英國首相卡梅倫就蘇格蘭獨立公投的計劃達成協議。兩人在2012年10月15日於愛丁堡簽署協議備忘錄（memorandum of agreement），同意蘇格蘭民族黨政府承諾於2014年10月內舉行獨立公投。2014年9月18日公投举行，结果为55%反对独立、45%支持独立。根据此结果，苏格兰留在联合王国内。

### 加拿大

#### 魁北克公投
1995年魁北克公民投票是第二次就魁北克應否脫離加拿大成為獨立國家而舉行的公民投票。此公投於1995年10月30日舉行，49.42%選民認同魁北克應脫離加拿大，50.58%選民反對，反方險勝。
主張魁獨的魁北克人黨亦於1994年魁北克大選後重拾執政黨地位。黨魁巴里素成為省長後承諾會於任期内就魁北克前途舉行公投。

### 法國
法國在1793年法蘭西第一共和國時曾就當時國民公會所制定之憲法（Constitution de l'an I，一般稱為1793年憲法），提交全國公民投票，此後法國均採用公投改變政权模式，包括改为帝制、修憲公投等。

### 香港

#### 英屬香港
香港沒有制定公投法，但在威廉·羅便臣出任香港總督的殖民地時期，香港殖民地政府同意舉行一次公投，1896年香港潔淨局組成辦法公投為香港歷史上唯一一次獲政府承認的公民投票，於1896年5月15及16日舉行，此公投的議題為當時的潔淨局議員應以「非官守或官守議員」佔多數。

#### 香港特別行政區
1997年7月香港特區政府成立後，中國當局拒絕香港就公投立法，並且任何民間舉行的公民投票都不會獲香港特別行政區政府和中華人民共和國政府承認。
2010年民主派的公民黨與社民連合辦五區公投，由香港立法會五個大地方選區各有一名民主派立法會議員辭職造成補選，根據《立法會條例》，一旦議席出現空缺，必須進行補選，部分支持民主派的香港市民認同有關補選是公投的體現，並且可以作為一個向中央政府爭取普選的訴求。溫和民主派政黨民主黨並無參與有關公投。香港特別行政區政府、建制派和中華人民共和國政府只視作為補選，並不承認為公投，建制派更杯葛有關補選。補選結果只有選民總數的17.1%（約50萬人），並非所有民主派支持者有參與補選投票。此後政府立法修例，禁止辭職的立法會議員在半年內參加補選。
2014年由民主派發起的「讓愛與和平占領中環」運動，爭取香港市民授權，針對2017年香港特別行政區行政長官選舉辦法，向香港特區政府提出具體方案，以爭取更為民主的真普選。2014年6月由「和平占中」秘書處委託香港大學民意研究計劃與香港理工大學社會政策研究中心，在2014年6月20日至29日舉行民間全民投票，實際為直接進行的民意調查，並非公投。6月22日開放實體票站讓市民投票。香港政府在20日投票開始時發出聲明表示，相關投票沒有法律效力。國務院港澳事務辦公室與北京方面也指出，香港特別行政區作為大陸一個地方行政區域，進行任何形式的所謂公投都是非法及無效。佔中發起人則表示民間公投只是讓選民表達意見的方法，從來都無說過公投有法律效力。在結束時，已有787,767人投票。有關「全民投票」只是民意調查，亦非真正意義上的公投。

### 日本
日本在战后的《日本国宪法》中规定了有关宪法修正的全民公投制度（《日本国宪法》第九十六条规定：“本宪法的修订，必须经各议院全体议员三分之二以上的赞成，由国会创议，向国民提出，并得其承认。此种承认，必须在特别国民投票或国会规定的选举时进行投票，必须获得半数以上的赞成。”），但并未引入就重要政治问题举行全民公投的制度。尤其宪法第九十六条长期以来只是一纸空文，在战后保守、改革派激烈对立的“五十五年体制”之下，制定任何有关全民公投法的举动都会被在野党、护宪派视为意图修改宪法的举动。
为了避免不必要的麻烦，执政的自民党甚至一直未能制定出详细规定全民公投的相关法律。直到2007年，第一次安倍内阁声称要脱离战后体制，才制定了全民公投法，并在2010年开始实行。在法律审议过程中，围绕是否设置最低投票率的问题成为朝野攻防的焦点，由于担心在野党通过抵制公投来使得修宪成为废案，最终采取了自民党的方案即不设置最低的投票门槛，只需获得半数以上的有效得票即宣布成立。
虽然全民公投方式难以实际运用于日本政治中，但日本地方政治层级规定，地方自治体可以就一些重要的政治问题及颁布地方性特别法律举行全体「住民公投」。（《日本国宪法》第九十五条规定：“仅适用于某一地方公共团体的特别法，根据法律规定，非经该地方公共团体居民投票半数以上同意，国会不得制定。”）
一直以来，日本地方的“住民公投”并不引人瞩目，但随着日本的地方议会丑闻频出，彻底失去民众的信任后，日本的地方首长挟持民意，开始频频使用“专决处分”乃至“住民公投”方式来跳脱地方议会的束缚。日本自治法规定了地方首长拥有“专决处分”的权力，即紧急的支出可以由首长基于自身的判断进行，议会只需要事后追认即可。本来这只是授予地方首长应对紧急状况的权力，但没料到在府会对立的地方自治体例如大阪市、大阪府成为地方首长无视议会强推政策的法律空挡。

### 克里米亞共和國

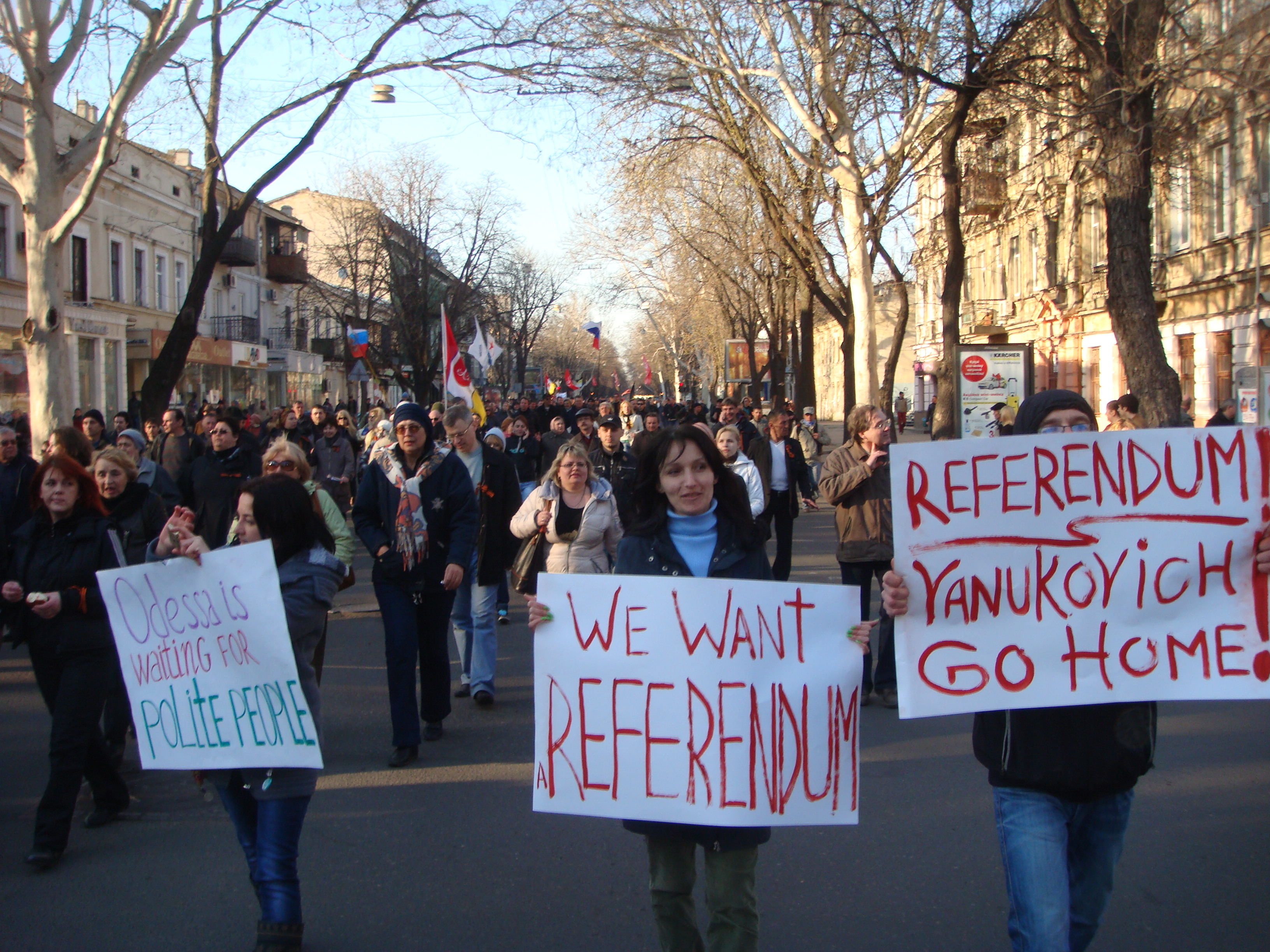
2014年乌克兰危机克里米亚从乌克兰独立出去

2014年3月16日，在俄羅斯派遣不明武裝分子侵略並佔領烏克蘭的克里米亞自治共和國後，举行公民投票，决定克里米亞继续留在乌克兰，还是加入俄罗斯。公投有两个问题，包括：第一，你是否支持克里米亚成为俄罗斯联邦领土；第二，你是否支持恢复克里米亚1992年宪法。但烏克蘭及聯合國大多數會員國並不承認有關的公投，認為這是侵犯烏克蘭的領土完整，並通過《聯合國大會第68/262號決議》。

### 顿涅茨克人民共和国、卢甘斯克人民共和国、俄占扎波罗热、俄占赫尔松
2022年9月23日至27日，俄罗斯在其于乌克兰的军事占领区就吞并乌克兰被占领土举行了公投，包括俄罗斯占领的顿涅茨克州和卢甘斯克州上的傀儡政权顿涅茨克人民共和国和卢甘斯克人民共和国，以及俄罗斯占领下的赫尔松州和扎波罗热州。公投时，四个地区均未被俄罗斯完全控制，军事敌对行动仍在进行，且自2022年俄罗斯入侵乌克兰开始以来，四地的大部分人口已经逃离。公投违反国际法，并被联合国谴责为违反《联合国宪章》。目前，只有朝鲜民主主义人民共和国接受了公投结果的有效性，其他主权国家均不接受。

### 波多黎各
2012年11月6日，波多黎各公投61%贊成成为美国第51州。这是举行的类似公投中的第四次；前三次赞成建州者均未达到多数。此次公投由兩輪投票構成。在第一輪中，波多黎各人就“在與美國關係上是否想改變現狀”進行投票。180萬人具有投票資格，有6.5萬人放棄了第一輪投票，在參加投票的人中，54%的人支持改變關係。隨後，波多黎各人就如何作出改變進行選擇，有“成為美國一州”、“擴大自治權”和“完全獨立”三個選項供投票者選擇。在此輪投票中，只有130萬人進行了投票，最终61%的民眾支持成為美國第51個州，約33%希望擴大自治權，而僅有5%的人贊成完全獨立。但尚需美国国会通过才能真正成为一州。

### 列支敦斯登
根據《列支敦士登憲法》第66條的規定，任何經議會通過而未宣布為緊急的法律，以及未經其宣布為緊急的財政決議，導致至少五十萬法郎的一次性支出或二十五萬法郎的年度支出，若議會作出全民表決的決議，或在官方公布議會決議三十日內，至少一千名有選舉權的公民或至少三個行政區以第64條規定的方式提出相應請求，須通過全民表決。如決議涉及憲法整體或部分，必須經一千五百名以上有選舉權的公民或四個以上行政區提出請求，始得提交公民投票。為確定擬議制定的法律所應包含的原則，議會得下令舉行公民投票。公民投票在各行政區分別舉行；立法決議是通過還是遭否決，由全國統計的有效票數的絕對多數決定。

## 外部連結
- 「公民投票有：重要投票（plebiscite）、複決（referendum）、創制（initiative）的三種（页面存档备份，存于）」〈公民投票與議會政治·公民投票的種類〉
- 6.20-29 民間全民投票 （页面存档备份，存于）